# Münzmeister
Ein Münzmeister (lat. magister monetae, oder monetarius, für Münzer) war der für die Prägung der Münzen zuständige Leiter bzw. Verwalter einer Münzprägestätte. Je nach Zeit und Ort waren seine Befugnisse dabei unterschiedlich. Der Gehilfe des Münzmeisters wurde als Münzgeselle oder Münzohm bezeichnet.

## Antike

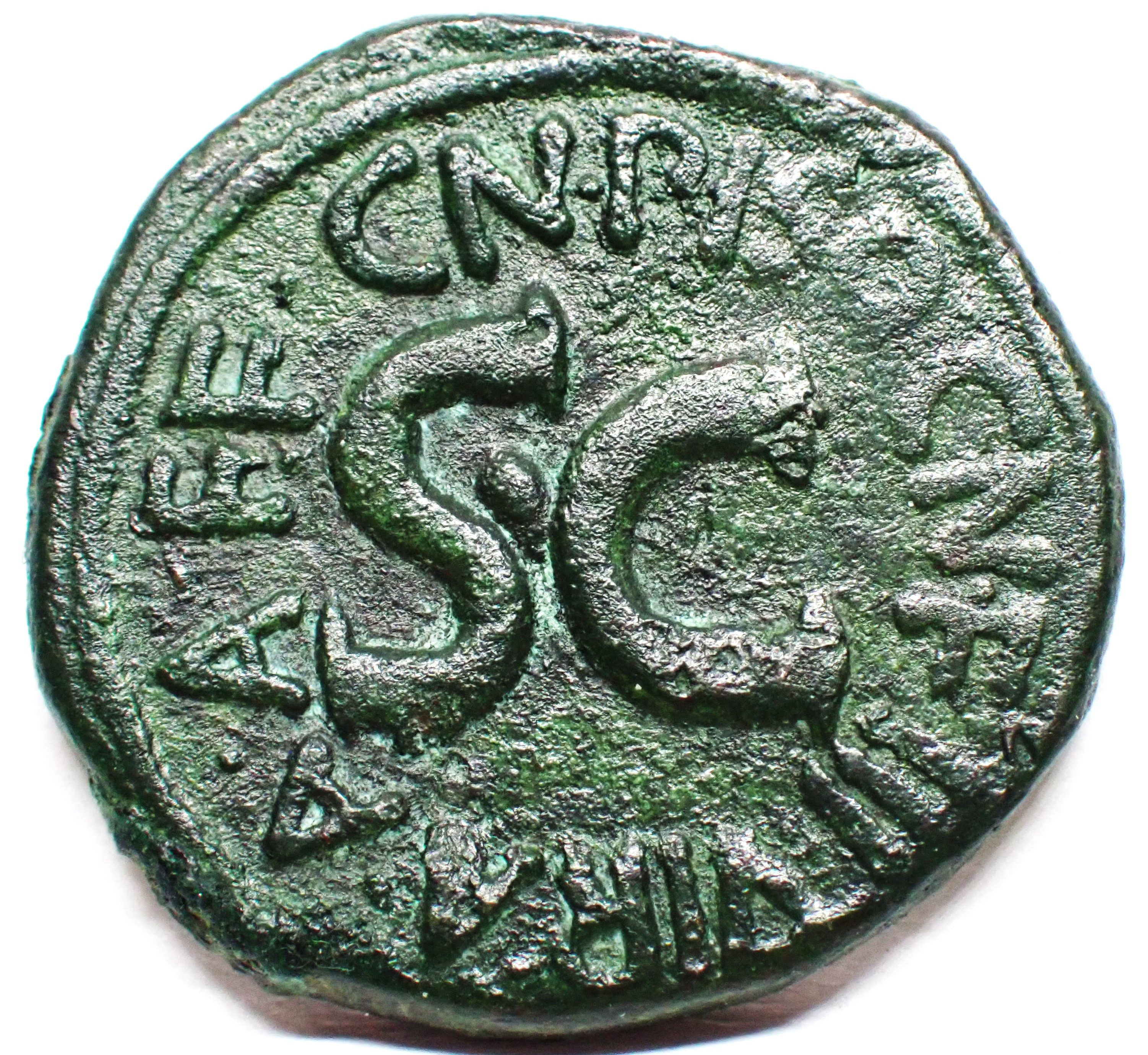
III VIR AAA FF auf As des Augustus

Als Münzmeister im antiken Griechenland fungierten oft Leiturgen, also Bürger, die mit ihrem Vermögen öffentliche Aufgaben wahrnahmen.
Über die Aufgaben des griechischen Münzmeisters in frühbyzantinischer Zeit ist bis heute noch wenig bekannt. Bei verschiedenen Münzen unterschiedlicher Städte konnten Gleichheiten in Signatur und Prägungsverfahren festgestellt werden. Daher kann der Schluss gezogen werden, dass ein Münzmeister für viele verschiedene Städte die Münzen prägte.
Schon seit dem ersten Punischen Krieg soll im jungen Römischen Reich das Amt des Münzmeisters als Jahresamt vergeben worden sein, doch ist dieser Ansatz sicher zu früh. Im zweiten Punischen Krieg 216 v. Chr. war ein Dreimännerkollegium für die Geldbeschaffung zuständig. Aus diesen tresviri mensarii gingen die späteren Münzmeister hervor. Nach Theodor Mommsen erfolgte die Einführung dieser Tresviri zusammen mit dem Denarsystem am Ende des 3. Jahrhunderts v. Chr.
Die Aufsicht über die Münzprägung oblag seit der späteren Republik einem Kollegium von drei Münzmeistern, den Tresviri aere argento auro flando feriundo (III.VIR.AAAFF), kurz IIIviri monetales, auch Treviri oder Triumviri genannt (Singular: Tresvir monetalis). Die Ernennung der Münzmeister erfolgte durch den Quaestor.
Erst seit dem 1. Jahrhundert v. Chr. ist das Amt des Münzmeisters als Jahresamt nachweisbar. Cäsar erhöhte die Zahl auf vier, Augustus senkte sie wieder auf drei ab. Die Treviri monetales lassen sich bis in das 3. Jahrhundert n. Chr. nachweisen.
In der Kaiserzeit übten kaiserliche Prokuratoren an den bis zu 20 Prägestätten die Münzaufsicht aus. Ein Mitspracherecht des Senats ist zweifelhaft.

## Mittelalter
Der Geldbedarf zur merowingischen Zeit war vergleichsweise sehr gering. Die Münzmeister stellten in kleinen Werkstätten entweder allein oder unter Mithilfe weniger Mitarbeiter die Münzen her und verwalteten das Münzmetall. Zur Karolingerzeit fiel die Münzprägung in die Verantwortung königlicher Beamter.
Im Hochmittelalter trat an deren Stelle die sog. Münzerhausgenossenschaft. Diese setzte sich aus dem reichen Bürgertum der Städte zusammen, meist Kaufleute, Edelmetallhändler, Geldwechsler, Goldschmiede u. a. und bestimmte aus ihren Reihen den Münzmeister. Für ihre Tätigkeit erhielten die Hausgenossen einen Teil des Münzgewinns nebst einigen Privilegien und Rechten, darunter das Monopol des Gold- und Silberkaufs, Zollfreiheit, Steuerbefreiung und die Gerichtsbarkeit in Angelegenheiten des Münzwesens. Die Hausgenossenschaft erlebte ihre Blütezeit im 13. und 14. Jh.
Mit der Übernahme der Münzen durch die Landesherren oder die Städte gingen im Spätmittelalter die Hausgenossenschaften unter. Die Münzmeister waren fortan selbstständige Unternehmer, die in freien Verträgen mit den Münzherren Gewicht, Feingehalt, Schlagschatz und Eigenbeteiligung festlegten. Die Münzstätten waren neben den Bergwerken und Staatswerften die größten Unternehmen ihrer Zeit geworden.
Die norditalienischen Stadtstaaten verpachteten ihre Münzstätten hingegen nicht, sondern stellten gewählte Münzmeister als Beamte ein.
Der Gehilfe des Münzmeisters war im Heiligen Römischen Reich Deutscher Nation wie der Münzmeister vereidigt, besaß besondere Rechte und wurde als Münzohm, Münzgeselle oder Reichsohm bezeichnet.
Für die spätmittelalterlichen sächsischen Goldgulden der Groschenzeit wurden Goldmünzmeister für die Münzprägung in der Münzstätte Leipzig verpflichtet, die sowohl als Silbermünzmeister als auch als Goldmünzmeister für das ordnungsgemäße Ausbringen der Münzen verantwortlich waren.

## Neuzeit
Mit dem Übergang zur Neuzeit gewannen vermehrt lokale Unternehmer mit ihren Münzstätten an Bedeutung. Es entstanden Münzmeisterdynastien, Pachtverträge wurden über Generationen hinweg verlängert. Im 17. und 18. Jahrhundert nahm die Zahl der jüdischen Münzpächter im Münzwesen zu, nicht zuletzt, weil die Religionszugehörigkeit zeitweise den Zugang zu anderen Berufen sehr einschränkte.
Auf Münzen finden sich häufig Münzmeisterzeichen, meist etwas versteckt in Form von Rosetten, Zainhaken, Monogrammen und Namensabkürzungen. Da Münzen oft auch die Signatur des Graveurs tragen, kann eine Verwechslungsgefahr bestehen.
Ein großes Problem bei der Verpachtung des Münzregals war die Münzverschlechterung, durch die besonders im Zeitalter des Absolutismus Kriege finanziert wurden. Vor und während des Dreißigjährigen Krieges wurde die Münzverschlechterung z. B. durch die Kipper und Wipper herbeigeführt, zu späterer Zeit z. B. durch Veitel Heine Ephraim, den berühmten Berliner Hoffaktor, der so den Siebenjährigen Krieg ermöglichte (siehe dazu Münzstätte Leipzig: Unter preußischer Besatzung).
In England hielten sich die Münzmeister als Unternehmer bis in die zweite Hälfte des 19. Jahrhunderts, in Frankreich und den Niederlanden sogar noch länger.
In Österreich und Deutschland hingegen wurde zur Zeit der Habsburger schon früh mit dem Aufbau eines staatlichen Münzwesens begonnen. In Österreich wurde das Amt des obersten Erbmünzmeisters geschaffen, das den Münzmeister als Beamten mit festem Gehalt ohne Gewinnbeteiligung vorsah. Auch in Böhmen wurde das oberste Münzmeisteramt von Grafen und Herren bekleidet, die zugleich die Aufsicht über alle Bergstätten und Bergwerke im Königreich hatten (siehe Böhmische Landesämter).
Neben dem Münzmeister gab es weitere Münzbeamte, wie z. B. den Schmiedemeister, den Stempelschneider und den Münzer. Der Münzwardein (lat. Wardinus) hatte dafür zu sorgen, dass entsprechend der Vorschrift aus der richtigen Legierung geprägt wurde. Er hatte auch Proben anzufertigen, die nach der Reichsmünz- und Probierordnung dem Probationstag vorgestellt wurden. Der Probationstag setzte sich aus den Reichs- und Kreisständen selbst oder den dazu Abgeordneten zusammen.